# 武田太一 (声優)
武田 太一（たけだ たいち、9月4日 - ）は、日本の男性声優。兵庫県出身。賢プロダクション所属。

## 略歴
幼少期からアメコミ作品が好きで、その流れで洋画や海外ドラマに興味を持った。
スクールデュオ18期生。2018年4月より賢プロダクション所属。

## 人物
特技は関西弁、ベトナム語、空手。趣味はゲーム、ラジオ。

## 出演

### テレビアニメ
2018年
- 僕のヒーローアカデミア（2018年 - 2020年、爆豪の父、公安委員、ヒーロー） - 2シリーズ
- 銀河英雄伝説 Die Neue These（観測員）
- 進撃の巨人（2018年 - 2019年、住民、同士A） - 2シリーズ
- BANANA FISH（軍団員）
- からくりサーカス（コンビニ客、ゾナハ病棟 医師）

2019年
- イナズマイレブン オリオンの刻印（パスカル、マセロ、ベラトリックス）
- ファンタシースターオンライン2 エピソード・オラクル（男性）
- PSYCHO-PASS サイコパス 3（ドクター）
- パズドラ（2019年 - 2025年、エニグマ監督、ツヨモン）
- 歌舞伎町シャーロック（男）

2020年
- ハイキュー!! TO THE TOP（大見太郎、稲荷崎応援団） - 2シリーズ
- もっと!まじめにふまじめ かいけつゾロリ（チータ）
- ド級編隊エグゼロス（教頭）

2021年
- NOMAD メガロボクス2（手下B、住民A、客B、牛山、警官A）
- すばらしきこのせかい The Animation（プロモーター）
- ふしぎ駄菓子屋 銭天堂（2021年 - 2022年、よりの父、街の人、遊園地の客、会社の同僚、調理スタッフ）
- ルパン三世 PART6（2021年 - 2022年、オリバー、部下A、チンピラC）

2022年
- 幻想三國誌 -天元霊心記-（孫乾）
- ニンジャラ（ギャング、ブル）
- 平家物語（平教経）
- メイドインアビス 烈日の黄金郷（サバッサ）

2023年
- 虚構推理 Season2（男B）
- 勇者が死んだ!（村人、悪魔）
- くまクマ熊ベアーぱーんち!（ゼレフ）
- 呪術廻戦 懐玉・玉折/渋谷事変（若者）

2024年
- ゆびさきと恋々（ビル、裁判長〈吹替〉）
- ぶっちぎり?!（佐丸）
- 勇気爆発バーンブレイバーン（モーテル客A、ATF隊員A・D・E、カズキ・トウドウ、住民、エグゾスケルトン隊長）
- 百千さん家のあやかし王子（牛頭）
- ガールズバンドクライ（不動産屋、男性係員、スタッフ）
- 魔王の俺が奴隷エルフを嫁にしたんだが、どう愛でればいい?（野盗、酒場客、魔術師）
- オーイ!とんぼ（中年男性、医者） - 2シリーズ
- 刀剣乱舞 廻 -虚伝 燃ゆる本能寺-（武将）
- 転生貴族、鑑定スキルで成り上がる（バラモーダ）
- Unnamed Memory（ガジェン）
- ハイガクラ（島民）
- ぷにるはかわいいスライム（キュティカフェ店員）
- ブルーロック VS. U-20 JAPAN（田中信玄）

2025年
- Übel Blatt〜ユーベルブラット〜（アルグロー）
- 機動戦士Gundam GQuuuuuuX（ドレン） - 2025年に劇場先行版が公開
- 謎解きはディナーのあとで（むっさイエロー）
- 中禅寺先生物怪講義録 先生が謎を解いてしまうから。（悪人）
- 神統記（テオゴニア）（加護持ちマカク）
- まったく最近の探偵ときたら（スキン）
- カラオケ行こ!（蕁麻疹）
- 出禁のモグラ（咲良子の旦那）

### 劇場アニメ
- 甲鉄城のカバネリ 海門決戦（2019年）
- きみと、波にのれたら（2019年、山代）
- 天気の子（2019年）
- すずめの戸締まり（2022年）
- THE FIRST SLAM DUNK（2022年、山王工業ベンチメンバー）
- 好きでも嫌いなあまのじゃく（2024年、さとし）

### Webアニメ
- 無限の住人-IMMORTAL-（2019年、髭）
- 日本沈没2020（2020年、大谷三郎[6]）
- 銀魂 THE SEMI-FINAL 真選組篇（2021年、民衆B）
- LUPIN ZERO（2022年、不良A）
- ルパン三世VSキャッツ・アイ（2023年、警察〈無線〉B）
- MONSTERS 一百三情飛龍侍極（2024年、村人たち）
- BULLET/BULLET（2025年、部下[初出 12]）

### ゲーム
- モバイルレジェンド（2016年、ベイン）
- エースコンバット7 スカイズ・アンノウン（2019年、デイビッド・ノース[7]）
- ポケモンマスターズEX（2022年 - 2023年、ラムダ[8]）
- ストリートファイター6（2023年、市民）
- League of Legends（2023年 - 、カ・サンテ〈2代目〉[9]）

### 吹き替え

#### 映画（吹き替え）
2013年
- パージ

2015年
- ラスト・ガン 地獄への銃弾

2018年
- 炎の裁き（バスケス〈カルロス・ゴメス〉）

2019年
- アガサ・クリスティー ねじれた家（ロジャー・レオニデス〈クリスチャン・マッケイ〉）
- オレたちの聖戦
- シー・ユー・イエスタデイ
- ジョーカー（病院事務男〈ブライアン・タイリー・ヘンリー〉）
- セバーグ
- チキンがおいしいレストラン（リドリー）
- マッドマックス 怒りのデス・ロード（イワオニ族長〈スティーブン・ダンレビー〉）※ザ・シネマ版
- マーティン/呪われた吸血少年（ズリマス神父〈J・クリフォード・フォレスト・ジュニア〉）※ジョージ・A・ロメロ追悼企画 特別版
- ポーラー 狙われた暗殺者（ドナルド）
- レディ・オア・ノット（フィッチ）

2020年
- エンツォ レーサーになりたかった犬とある家族の物語
- グッド・オン・ペーパー
- 幸せへのまわり道（ビリー・アイスラー〈エンリコ・コラントーニ〉）
- スターリンの葬送狂騒曲（プレジネフ）
- スペンサー・コンフィデンシャル
- ターゲット・ナンバーワン
- トップガン マーヴェリック（ファーグ）
- ミッドウェイ（ルーニー〈ジェイソン・リー・ホイ〉）
- DCエクステンデッド・ユニバース
  - ハーレイ・クインの華麗なる覚醒 BIRDS OF PREY（2020年、マフィア）
  - ワンダーウーマン 1984（2020年、強盗男2）
  - ザ・スーサイド・スクワッド “極”悪党、集結（2021年、敵大佐）
  - ブラックアダム（2022年、警備員）
  - ザ・フラッシュ（2023年、救急男2）
  - アクアマン/失われた王国（2024年、警備兵男1）

- わんわん物語

2021年
- トムとジェリー（デブネコ）
- ナイトティース（ジオ〈ブライアン・バット〉）
- マーベル・シネマティック・ユニバース
  - シャン・チー/テン・リングスの伝説（2021年、工事現場の男）
  - エターナルズ（2021年、男11）
  - ドクター・ストレンジ/マルチバース・オブ・マッドネス（2022年、ウルトロン警備長）
  - ソー:ラブ&サンダー（2022年、男性1）
  - ブラックパンサー/ワカンダ・フォーエバー（2022年、男性捜査官1）
  - アントマン&ワスプ:クアントマニア（2023年、ブロッコリー男〈グレアム・フォックス〉）
  - マーベルズ（2024年、ダーグ〈アブラハム・ポプーラ〉）
  - キャプテン・アメリカ:ブレイブ・ニュー・ワールド（2025年、カッパーヘッド〈ヨハネス・ヘイクル・ヨハネソン〉）

- マネー・ピット（オスカー〈ヘンリー・ベイカー〉）※VOD版
- フリー・ガイ

2022年
- 雨とあなたの物語
- エンド・オブ・ロード
- ゴーストバスターズ/アフターライフ（ルーファス〈アートゥン・ナザレス〉）
- THE BATMAN-ザ・バットマン-
- ピノキオ
- ファンタスティック・ビーストとダンブルドアの秘密（スタンリー）
- マペットの夢みるハリウッド（バーニー〈ドム・デルイーズ〉、アイスクリーム売り〈ボブ・ホープ〉）※Disney+版
- 我が名はヴェンデッタ

2023年
- 赤と白とロイヤルブルー
- オペレーション・ナポレオン ナチスの陰謀
- 彼女の面影
- キラー・ブック・クラブ（コルド〈ハムサ・サイディ〉）
- 彷徨い
- ストリートギャング セサミストリートにたどり着くまで（マット・ロビンソン・Jr.）
- Smile スマイル
- ダイ・ハート
- ダイ・ハート2: ダイ・ハーター
- ダンジョンズ&ドラゴンズ/アウトローたちの誇り
- ミッション:インポッシブル/デッドレコニング PART ONE（砲雷長）

2024年
- インスティゲイターズ 〜強盗ふたりとセラピスト〜
- GTMAX
- コヴェナント/約束の救出（JJ〈ジェイソン・ウォン〉他）
- ゴヨ
- 残灰に（アティク）
- 60ミニッツ
- ジャックポット!
- ダムゼル/運命を拓きし者
- ディア・グランパ 幸せを拾った日（ジョーイ〈ピーター・フォンダ〉）
- トランスフォーマー/ビースト覚醒
- インディ・ジョーンズと運命のダイヤル
- カサンドロ リング上のドラァグクイーン
- マッドマックス:フュリオサ（ビッグ・ジリー〈CJ・ブルームフィールド〉）
- グラディエーターII 英雄を呼ぶ声
- 猿の惑星/キングダム
- ブルー きみは大丈夫
- 武道実務官
- ビートルジュース ビートルジュース（ジェレミーの父）
- ジョーカー:フォリ・ア・ドゥ（ブロック〈アルフレッド・ルービン・トンプソン〉）
- ピアノ・レッスン
- ビューティフル・ゲーム
- ファミリーキャンプ ドタバタ家族の大冒険（ジジョエル〈ロバート・アマヤ〉）
- ブリッツ ロンドン大空襲
- ボゴタ: 彷徨いの地
- ミート・ミー・ネクスト・クリスマス（ケヴィン〈ケヴィン・オルソラ〉）
- ミーン・ガールズ（ダミアン〈ジャクエル・スパイヴィー〉）
- ルー・ガルー: 人狼を探せ!（死刑執行人）
- レベル・リッジ（ロビー）

2025年
- TIME/タイム（ユリス、ラドー）※スターチャンネル版
- 俺の過ち: ロンドン編（ロニー〈サム・ブキャナン〉）
- 白雪姫
- アナザー・シンプル・フェイバー（ベン・サマーヴィル刑事〈バシール・サラディン〉）
- パディントン 消えた黄金郷の秘密
- ミッション:インポッシブル/ファイナル・レコニング（砲雷長）
- この心が知っている
- G20 ～大統領を救出せよ～
- ハボック
- ストロー: 絶望の淵で
- F1/エフワン（ドン・カベンディッシュ）
- スーパーマン（オーティス〈テレンス・ローズモア〉）
- ヘッド・オブ・ステイト（ジャック・ゴードン、アダムス）
- アプレンティス:ドナルド・トランプの創り方（ファット・トニー・サレルノ〈ジョー・ピングー〉）

#### ドラマ
2017年
- THIS IS US/ディス・イズ・アス（フランコ）

2018年
- S.W.A.T.（テリー・ルカ〈ライアン・ハースト〉）
- レジデント 型破りな天才研修医（オットー）
- オール・アバウト・ワシントン（DJエイントライト）
- グレイズ・アナトミー 恋の解剖学（ジュリアス、ハンター）
- 欲望は止まらない!（グレッグ）

2019年
- ウォッチメン（ジェリー〈ライアン・ホープ・トラビス〉）
- ニックのいたずら（ロジャー）
- シー・ユー・イエスタデイ（ブライス）
- 埋もれる殺意〜18年後の慟哭〜（ピート・カー〈ニール・モリッシー〉）
- JETT/ジェット（ホッパー）
- ナイトフライヤー（ロイ・エリス〈デヴィッド・アヤラ〉）
- リトル・ドラマー・ガール 愛を演じるスパイ（パウル・アレクシス〈アレクサンダー・バイヤー〉）

2020年
- 私立探偵マグナム（ゴードン・カツモト〈ティム・カン〉）
- マペット大集合!（デッドリー、ドクター・ティース）

2021年
- スパニッシュ・プリンセス キャサリン・オブ・アラゴン物語（チャールズ・ブランドン）
- ファーゴ シーズン4（オパール・ラックリー）
- マーベル・シネマティック・ユニバース
  - ワンダヴィジョン（ハーブ〈デヴィッド・ペイトン〉）
  - ファルコン&ウィンター・ソルジャー（レマー・ホスキンス〈クレ・ベネット〉）
  - ムーンナイト
  - ミズ・マーベル

- メイヤー・オブ・キングスタウン（ティム・ウィーバー）

2022年
- スキャンダル 託された秘密（リン議員）
- ピースメイカー（フィッツギボン〈ロックリン・マンロー〉）

2023年
- THE SWARM/ザ・スウォーム（キット〈ウェイン・チャールズ・ベイカー〉）
- ザ・マペッツ・メイヘム（モーガン・フリーマン）
- ハイジャック（ヒューゴ）
- ファーゴ シーズン5（ウィット・ファー〈ラモーネ・モリス〉）

2024年
- お騒がせ探偵!スペンサー・シスターズ #7（ジェド）
- ビューティ・イン・ブラック（チャールズ〈スティーヴン・G・ノーフリート〉）

2025年
- ランドマン #1（ルイス・メディナ〈エミリオ・リヴェラ〉）
- ザ・エージェンシー（アレクセイ・オレホフ、ミハイル・ボルトニク）
- 特別捜査部Q（ジェームズ・ハーディ〈ジェイミー・サイブス〉）
- アイアンハート（ゲイリー・ウィリアムズ〈ラロイス・ホーキンズ〉）

#### アニメ
- ウォレスとグルミット 仕返しなんてコワくない!（アントン）
- カンフー・パンダ 4 伝説のマスター降臨
- スパイダーマン:スパイダーバース（廊下男子生徒1[55]）
- トゥカ&バーティー
- トッツとべ!赤ちゃんおとどけたい（JP）
- トランスフォーマー/ONE[56]
- ホワット・イフ...?
- マイ・エレメント（水のドアマン[57]）
- 緑のたまごとハム 〜サムとガイの大冒険〜[58]
- LEGO マーベル/アベンジャーズ コード・レッド（ハルク[59]）
- ロード・オブ・ザ・リング/ローハンの戦い（配給係[60]）

#### その他
- リズム+フロー（トロイマン[61]）
- ラブ・イズ・ブラインド 〜外見なんて関係ない?!〜 シーズン5（ミルトン）

### 朗読
- 新春朗読シアター2019 完全版 怪人二十面相・小林少年 / 明智小五郎・黒蜥蜴 （2019年1月13日、日経ホール） - 近藤支配人 役[62]

### 映画
- シン・仮面ライダー（2023年3月18日）

### シリーズ一覧
1. ↑  第3期（2018年）、第4期（2020年）
2. ↑  Season 3 Part 1（2018年）、Season 3 Part 2（2019年）
3. ↑  第1クール（2020年）、第2クール（2020年）
4. ↑  第1期（2024年）、第2期（2024年）

### 初出話一覧
1. 1 2 3 4  第1話初出
2. 1 2 3 4 5 6  第4話初出
3. 1 2  第3話初出
4. 1 2  第10話初出
5. 1 2  第5話初出
6. 1 2 3 4  第6話初出
7. 1 2 3  第11話初出
8. ↑  第12話初出
9. 1 2 3  第2話初出
10. 1 2  第9話初出
11. ↑  第19話初出
12. 1 2  第8話初出
13. ↑  第28話初出
14. ↑  第7話初出